# Leucostoma edentatum
Leucostoma edentatum là một loài ruồi trong họ Tachinidae.